# Mildred Burke
Mildred Burke (5 de agosto de 1915 - 18 de febrero de 1989) fue una luchadora profesional estadounidense . En general, es tres veces campeona mundial femenina en diferentes encarnaciones y reconocimientos.
El apogeo de Burke duró desde mediados de la década de 1930 hasta mediados de la de 1950, cuando ocupó la campeona mundial femenina de la NWA durante casi veinte años. Burke comenzó en 1935, luchando contra hombres en carnavales. Fue dirigida por su segundo marido, el promotor Billy Wolfe. Ella es miembro fundador del Legacy Wing del Salón de la Fama de la WWE, el Salón de la Fama de la Lucha Libre Profesional, el Salón de la Fama de la Lucha Libre Femenina.

## Campeonatos y logros
- Independent
  - Women's World Championship (2 veces)
  - Women's World Lightweight championship (2 times)[3]
- International Professional Wrestling Hall of Fame
  - Clase 2022[4]
- National Wrestling Alliance
  - NWA World Women's Championship (1 vez, inaugural)
- Professional Wrestling Hall of Fame
  - Clase 2002
- World Women's Wrestling Association
  - WWWA World Heavyweight Championship (1 vez)
- Women's Wrestling Hall of Fame
  - Clase 2023[5]
- Wrestling Observer Newsletter
  - Wrestling Observer Newsletter Hall of Fame (Clase 1996)
- WWE
  - WWE Hall of Fame (Class of 2016)